# Flottiglie di U-Boot tedeschi
L'elenco delle flottiglie di U-Boot contiene gli elenchi delle flottiglie di U-Boot tedesche nelle due guerre mondiali. Le basi mostrate qui sono quelle in cui le flottiglie hanno trascorso la maggior parte della loro carriera. Durante la seconda guerra mondiale, le flottiglie sottomarine furono spesso schierate tatticamente, in contrasto con le flottiglie di superficie della Kriegsmarine che erano principalmente amministrative.

## Prima guerra mondiale
Questo elenco contiene le flottiglie tedesche di U-Boot durante la prima guerra mondiale.
| Nome                                    | Tipo | Base          |
| --------------------------------------- | ---- | ------------- |
| Flottiglia della flotta d'alto mare     | *    | Wilhelmshaven |
| Flottiglia di U-boat delle Fiandre      | *    | Bruges        |
| Flottiglia di Pola (Mare Adriatico)     | *    | Pola, Cattaro |
| Flottiglia di Kurlandland (Mar Baltico) | *    | Liepāja       |
| Flottiglia di Costantinopoli (Mar Nero) | *    | Istanbul      |

## Seconda guerra mondiale
Questo elenco contiene le flottiglie tedesche di U-Boot durante la seconda guerra mondiale. Dopo il 1941, le flottiglie di U-Boot furono a loro volta organizzate in regioni di U-Boot.
| Nome                       | Tipo                        | Base             |
| -------------------------- | --------------------------- | ---------------- |
| 1. Unterseebootsflottille  | Combattimento               | Brest            |
| 2. Unterseebootsflottille  | Combattimento               | Lorient          |
| 3. Unterseebootsflottille  | Combattimento               | La Rochelle      |
| 4. Unterseebootsflottille  | Addestramento               | Stettino         |
| 5. Unterseebootsflottille  | Addestramento               | Kiel             |
| 6. Unterseebootsflottille  | Combattimento               | Saint-Nazaire    |
| 7. Unterseebootsflottille  | Combattimento               | Saint-Nazaire    |
| 8. Unterseebootsflottille  | Addestramento               | Danzica          |
| 9. Unterseebootsflottille  | Combattimento               | Brest            |
| 10. Unterseebootsflottille | Combattimento               | Lorient          |
| 11. Unterseebootsflottille | Combattimento               | Bergen           |
| 12. Unterseebootsflottille | Combattimento               | Bordeaux         |
| 13. Unterseebootsflottille | Combattimento               | Trondheim        |
| 14. Unterseebootsflottille | Combattimento               | Narvik           |
| 18. Unterseebootsflottille | Addestramento               | Hel              |
| 19. Unterseebootsflottille | Addestramento               | Baltijsk         |
| 20. Unterseebootsflottille | Addestramento               | Baltijsk         |
| 21. Unterseebootsflottille | Addestramento               | Baltijsk         |
| 22. Unterseebootsflottille | Addestramento               | Gdynia           |
| 23. Unterseebootsflottille | Combattimento/Addestramento | Salamina/Danzica |
| 24. Unterseebootsflottille | Addestramento               | Klaipėda         |
| 25. Unterseebootsflottille | Addestramento               | Liepāja          |
| 26. Unterseebootsflottille | Addestramento               | Baltijsk         |
| 27. Unterseebootsflottille | Addestramento               | Gdynia           |
| 29. Unterseebootsflottille | Combattimento               | La Spezia        |
| 30. Unterseebootsflottille | Combattimento               | Costanza         |
| 31. Unterseebootsflottille | Addestramento               | Amburgo          |
| 32. Unterseebootsflottille | Addestramento               | Königsberg       |
| 33. Unterseebootsflottille | Combattimento               | Flensburgo       |